# Valle de la Serena
Valle de la Serena – gmina w Hiszpanii, w prowincji Badajoz, w Estramadurze, o powierzchni 125,26 km². W 2011 roku gmina liczyła 1399 mieszkańców.